# Erinnofilia
L'erinnofilia è il collezionismo di bolli chiudilettera del tutto simili ai francobolli tranne per il fatto che non hanno, di solito, valore né postale né fiscale.
Molto probabilmente la loro origine si deve all'uso di applicare sul lembo della lettera un'etichetta chiudilettera, sistema che alla metà dell'800 cominciò a sostituire i sigilli di ceralacca.
Ma il termine "bollo chiudilettera" appare limitativo nel descrivere un oggetto che per quasi 100 anni è stato un importante veicolo di storia, cultura, arte e tradizioni in tutti i Paesi del Mondo. Non è un caso che il termine "erinnofilia" derivi dal tedesco Erinne(rungsmarke) che significa "(francobollo) commemorativo". Quello di ricordare è stata infatti la vocazione principale dei "bolli chiudilettera": commemorare un evento passato, annunciare un evento futuro o anche ricordare come propaganda.
Sotto questo profilo i "bolli chiudilettera", piuttosto che i francobolli o le cartoline postali, sono assimilabili ai manifesti (significativamente gli anglosassoni li chiamano "poster stamps" letteralmente "francobolli manifesto") e come questi dovevano avere la capacità di catturare subito l'attenzione anche con un'occhiata fuggevole e distratta.
Per questo motivo i "bolli chiudilettera" hanno sviluppato un elevato livello di raffinatezza e di essenzialità grafica che ha anticipato fin dai primi anni del '900 i concetti moderni di pubblicità.
A seconda delle diverse finalità per cui venivano prodotti, i "bolli chiudilettera" possono essere divisi in categorie:
- Bolli commemorativi realizzati con lo scopo di pubblicizzare o ricordare un avvenimento
- Bolli di propaganda tra cui: propaganda autarchica, militare, politica, religiosa
- Bolli Reggimentali o militari (prodotti quasi tutti in occasione della prima guerra mondiale)
- Bolli di assistenza e beneficenza tra cui comitati di preparazione alla guerra, Croce Rossa, TBC
- Bolli pubblicitari e turistici

Scorrendo le pagine del "Catalogo degli Erinnofili Italiani dal 1860 al 1945" se ne possono apprezzare i tanti motivi di interesse di questo particolare tipo di collezionismo a partire da quello storico legato alle vicende del risorgimento italiano, della prima e della seconda guerra mondiale e del fascismo, per continuare con l'interesse artistico con tutti i più importanti autori del panorama grafico italiano dall'Art Nouveau al Futurismo, per finire con gli aspetti economici e sociali con riferimento a centinaia di fiere ed eventi che coprono tutto il territorio italiano da Merano a Palermo.